# Dicranoloma setosum
Dicranoloma setosum är en bladmossart som först beskrevs av J. D. Hooker och William M. Wilson, och fick sitt nu gällande namn av Jean Édouard Gabriel Narcisse Paris 1904. Dicranoloma setosum ingår i släktet Dicranoloma och familjen Dicranaceae. Inga underarter finns listade i Catalogue of Life.